# Margot Bennett
Margot Bennett, född som Margot Mitchell den 19 januari 1912 i Lenzie i East Dunbartonshire i Skottland, död 6 december 1980 i Camden i London, var en brittisk (skotsk) författare av kriminallitteratur. 
Bennett utbildade sig i Skottland och Australien. Hon arbetade som copywriter i Sydney och London, och som sjukvårdare under spanska inbördeskriget.
Mest känd ur hennes produktion är troligen kriminalromanen The Widow of Bath (1952, filmatiserad för TV av BBC 1959) och science fictionromanen The Long Way Back (1954) som behandlar temat rasism. Den sistnämnda skildrar en afrikansk expedition till ett framtida England i ruiner.
Från 1957 och fram till mitten av 1960-talet arbetade Bennett för TV, och skrev bland annat manus till flera TV-serier på BBC.

## Priser och utmärkelser
- The Crossed Red Herrings Award 1958 för Someone from the Past